# 소속 (여릉위왕)
소속(蕭續, 506년 ~ 547년 2월 9일)은 중국 남북조 시대 양나라의 황족이다. 자는 세흔(世訢)이고, 양 무제와 귀빈 정영광(丁令光) 사이에서 태어난 다섯째 아들이다. 시호는 여릉위왕(廬陵威王)이다.

## 가족

### 자녀
- 장남 : 소빙(蕭憑)
- 차남 : 소응(蕭應)